# Anaphela
Anaphe là một chi bướm đêm thuộc họ Notodontidae.

## Các loài
- Anaphe aurea Butler, 1892
- Anaphe dempwolffi Strand, 1909
- Anaphe etiennei Schouteden, 1912
- Anaphe johnstonei Tams, 1932
- Anaphe panda (Boisduval, 1847)
- Anaphe reticulata Walker, 1855
- Anaphe stellata Guérin-Méneville, 1844
- Anaphe venata Butler, 1878
- Anaphe vuilleti (de Joannis, 1907)